# Иннокентий (Пустынский)
Инноке́нтий (в миру Алекса́ндр Дми́триевич Пусты́нский; 23 сентября (6 октября) 1868, Александро-Коровина пустынь, Грязовецкий уезд, Вологодская губерния — 3 декабря 1937, полигон НКВД «Жаналык», Алматинская область, Казахская ССР) — деятель обновленчества, духовный писатель.

## Биография
Родился 23 сентября 1868 года в семье пономаря Свято-Троицкого храма Александро-Коровинской пустыни Вологодской губернии (ныне Грязовецкий район, Вологодская область). Крещён 26 сентября 1868 года в том же храме, где затем пел на клиросе.
Рано лишился родителей, был пастушком, выучился грамоте у местного священника Василия Авдуевского, который и выхлопотал мальчику место в Вологодском духовном училище, окончил его в 1883 году. Окончил Вологодскую духовную семинарию (1889). В 1893 году окончил Киевскую духовную академию со степенью кандидата богословия и был назначен псаломщиком кафедрального собора в Сан-Франциско в Америке.
В середине сентября 1894 года пострижен в монашество и возведён в сан иеродиакона, а в конце сентября — в иеромонаха. Награждён набедренником и золотым наперсным крестом
С 1895 года — помощник инспектора Новгородской духовной семинарии. С 1897 года — помощник инспектора Московской духовной академии. С 1898 года — исполняющий обязанности инспектора Московской духовной академии, член её Совета и Правления. C 1899 года — член Санкт-Петербургского духовного цензурного комитета в сане архимандрита.
В 1900 году за труд «Пастырское богословие в России за XIX в.» получил степень магистра богословия. В том же году назначен ректором Тверской духовной семинарии, цензором «Тверских епархиальных ведомостей» и председателем епархиального училищного совета.
В 1902 году ввиду расстроенного здоровья уволен от духовно-учебной службы, наместник Чудова монастыря в Москве.
14 декабря 1903 года в Санкт-Петербурге рукоположён во епископа Аляскинского, первого викария Северо-Американской епархии. Чин хиротонии совершали митрополит Московский Владимир (Богоявленский), митрополит Киевский Флавиан (Городецкий), архиепископ Казанский Димитрий, епископ Северо-Американский Тихон (Беллавин), епископ Тульский Питирим (Окнов), епископ Волынский Антоний (Храповицкий), епископ Якутский Никанор (Надеждин), епископ Гдовский Константин (Булычёв), епископ Нарвский Антонин (Грановский) и епископ Алавердский Евфимий (Елиев). 8 июня 1907 года уволен от управления епархией.
1 мая 1909 года был назначен епископом Якутским и Вилюйским, председатель Якутского отдела Императорского православного палестинского общества. 23 февраля 1912 года уволен от управления епархией.
С 25 июня 1912 года — епископ Туркестанский и Ташкентский (кафедра — в Верном), председатель епархиального миссионерского комитета.
В декабре 1916 года перенёс центр кафедры из Верного (ныне Алма-Ата) в Ташкент (ныне в Узбекистане).
Награждён орденами св. Владимира III (1909) и II (1916) степени, св. Анны I степени (1912).
В 1917 году — член Всероссийского Поместного собора, участвовал в 1-й сессии, член VI, XII отделов.
В 1918 году ко дню Святой Пасхи возведён в сан архиепископа.
В начале 1920-х годов выступал против обновленчества вместе с протоиереем Андреем Маловым и мирянином профессором Валентином Войно-Ясенецким. Предложил последнему стать священником и в 1921 году рукоположил его.
В 1922 году, объявил епархию самоуправляемой, противодействуя обновленческому ВЦУ. В 1923 году обновленцы отправили архиепископа Иннокентия за штат, а на его место должен был приехать архиерей-обновленец. Не дожидаясь приезда раскольника, он в сослужении с епископом Сергием (Лавровым) совершил наречение во епископа Ташкентского архимандрита Виссариона (Зорина). Но на следующий день его ставленника арестовали, сам же архиепископ Иннокентий ночью тайно бежал в Москву, надеясь оттуда попасть в Валаамский монастырь. Это ему не удалось, и «спустя много времени», как пишет архиепископ Лука (Войно-Ясенецкий), «смог он пробраться в свою вологодскую деревню Пустынька».
В 1923 году признал юрисдикцию обновленческого «Синода Православной российской церкви», специальным посланием аннулировав свои выступления ташкентского периода, был назначен обновленцами архиепископом Курским и Обоянским. Делегат Первого обновленческого собора.
С 1924 года — обновленческий митрополит Киевский и Галицкий (Украинская автокефальная православная синодальная церковь), член Всеукраинского синода, организатор захвата обновленцами Киево-Печерской лавры.

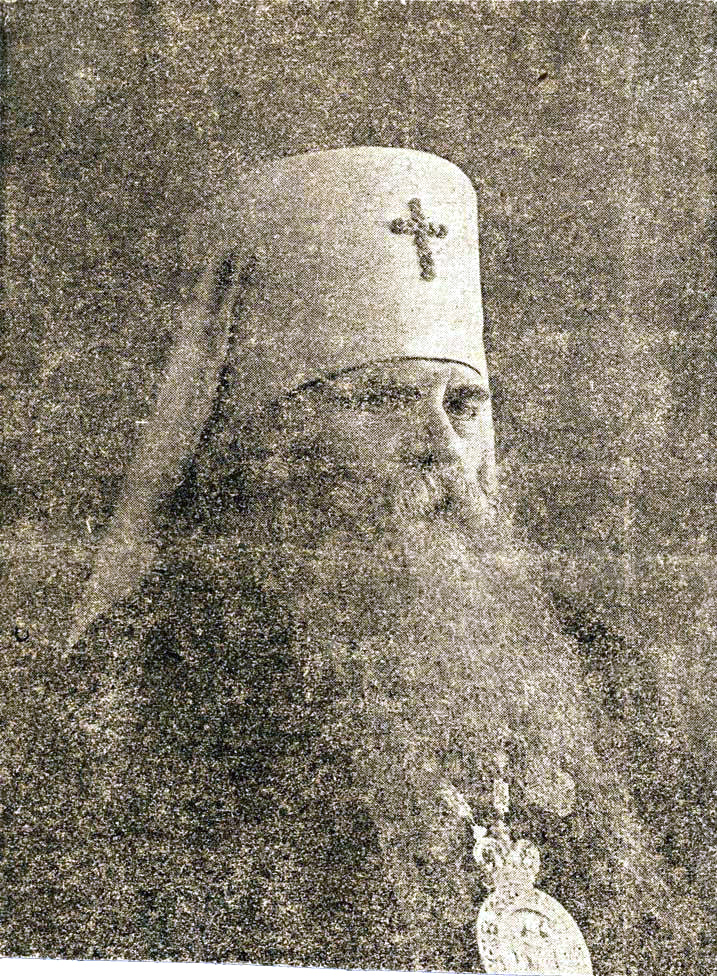
Обновленческий митрополит Иннокентий (Пустынский)

Участвовал 15 ноября 1924 года во «Всеукраинском совещании» перед Вторым Собором обновленцев в Харькове (УАПЦ-«УПАЦ»), там отстаивал автокефалию и украинизации богослужения. Осудил религиозный фанатизм в Церкви, политические провокации государства против религии, агрессивную конфликтность «тихоновцев», хотя сам принадлежал ранее к Московской патриархии. Под его личным влиянием совещание постановило перевести богослужебные книги на современный украинский язык и послать священников к православным украинцам Кубани, Дона, Туркестана и Восточной Сибири с этими книгами.
В 1925 году делегат Второго обновленческого собора, член президиума Священного синода.
16 ноября 1925 года назначен ректором обновленческой Киевской высшей богословской школы. Был ректором до её закрытия в 1929 году.
В 1929 году уволен на покой, вернулся на родину, жил в деревне Дмитриково, служил в Свято-Троицком храме
В начале 1932 года обновленческим Синодом назначен для управления Архангельской митрополией. Весной того же года — избран председателем Церковного управления Северного края России.
14 марта 1933 года арестован НКВД СССР, заявил о несогласии «с политикой власти в вопросе отношения к Церкви», считал, что она должна участвовать в работе государственного аппарата, иначе это «гибельно отражается на ней». По обвинению в «антисоветской агитации и ведении деятельности по созданию контрреволюционного церковно-монархического подполья» (пункт 10 статьи 58 «антисоветская пропаганда»). По записям следователей, на допросах не хитрил, вёл себя достойно и честно. По приговору он был отправлен на три года в ссылку в Алма-Ату. Жил на улице Абая (дом 105, квартира 2), регент хора в Софийском соборе. Пытался воссоединиться с Патриаршей Церковью, но этому воспрепятствовала гражданская власть.
В 1936 году обновленческим Синодом за «примиренчество с тихоновщиной» исключён из числа обновленческих архиереев, служил звонарём во Введенском храме.
21 ноября 1937 года арестован как «участник антисоветской повстанческой организации церковников, возглавляемой И. И. Ульяновым», признал своё участие в нелегальной организации, ставившей целью «объединить церковные течения староцерковников и обновленцев, создать единую мощную организацию во главе с митрополитом — со мной», обвинение в контрреволюционности отверг и был расстрелян.

## Сочинения
- По пути на родину // Новгородские епархиальные ведомости. 1897. № 6.
- Два пути. Слово в день Воздвижения Честного Животворящего Креста Господня; Дары земные небесному жителю // Богословский вестник. 1897. № 10-11.
- Многое и Единое (Лк 10. 41-42) // Богословский вестник. 1898. № 10.
- Пастырское богословие в России за XIX в. Сергиев Посад, 1899.
- Речь пред защитой магистерской диссертации; Пастырское богословие (Мысли по поводу изданной мной книги) // Православный собеседник. 1900. № 2.
- Три искушения. Тверь, 1901.
- Отзывы о жизни и литературной деятельности // Тверские епархиальные ведомости. 1900—1903.
- Слово в великий пяток; Речь пред открытием педагогических курсов; Поучение на молебне; Речь в торжественном собрании // Тверские епархиальные ведомости. 1901. № 7-9, 14, 18-19.
- Слово на день свт. Николая; Слово на пассию 4-й седмицы Великого поста; Слова; Речь на молебне // Тверские епархиальные ведомости. 1902. № 1, 7/8, 14, 18, 23.
- Добрый совет // Церковные ведомости. 1903.
- Православные школы в Аляске. Н.-Й., 1905.
- Филадельфия и Фонд-Ду-Лак.
- Мертвые спутники // Американский православный вестник. 1904. № 11, 19.
- Послушание; Приемыши. Число и характер школ; Миссионерский монастырь в Аляске; Под флагом двойного креста; Русский флаг в Аляске // Американский православный вестник. 1905. № 2-3, 6-8, 16, 21.
- Аляскинское викариатство; Открытие Семинарии в Ситхе // Американский православный вестник. 1906. № 14-16, 20.
- Отчет о состоянии Аляскинского викариатства за 1906 год; Под вулканическим дождем; У котиков на военном положении // Американский православный вестник. 1907. № 8-9, 19, 21.
- Из моего дневника; Отчет о состоянии Аляскинского викариатства за 1907 год // Американский православный вестник. 1908. № 4, 11.
- Из отчета о состоянии Аляскинского викариатства за 1908 год // Американский православный вестник. 1909. № 7.
- К сведению епархиального духовенства // Туркестанские епархиальные ведомости. 1913. № 21.
- Предложение духовенству; Архипастырское послание // Туркестанские епархиальные ведомости. 1914. № 13, 17.
- Слова в кафедральном соборе; Архипастырское послание // Туркестанские епархиальные ведомости. 1915. № 5. С. 167—169; № 11, 17-18.
- Слово о христианском провождении праздничных дней; Архипастырская благодарность // Туркестанские епархиальные ведомости. 1916. № 6. Прил.; № 11.
- Обращение к духовенству // Туркестанские епархиальные ведомости. 1917. № 10.
- Священные монастыри и монахи // Вестник Св. Синода. 1926. № 5.
- Письма к архиеп. Арсению (Стадницкому) // Церковно-исторический вестник. 2008. № 15 (Ефимов А. Алеутская и Северо-Американская епархия при святителе Тихоне. М., 2012. С. 546—560).
- Посещение Вашингтона; Протоиерей Иоанн Ильич Сергиев (Кронштадтский) как пастырь и учитель о пастырстве // Верность. 2014—2015. № 198, 200.